# Il pendio dell'abbandono
Il pendio dell'abbandono è un brano musicale cantato da Carmen Consoli, la cui musica è stata scritta, coordinata e diretta dalla stessa Consoli e Goran Bregović.
Il brano è stato pubblicato come singolo nel 2005 e successivamente inserito come quinta traccia dell'album Eva contro Eva dell'anno seguente.
Una versione in inglese, intitolata On a leash, è presente nell'album Champagne For Gypsies di Goran Bregović ed è cantata da Selina O'Leary. Più simile a questa versione, rispetto all'originale della Consoli, il brano Gade interpretato dalla cantante e attrice croata Severina Vučković.
La canzone è il tema principale del film I giorni dell'abbandono diretto da Roberto Faenza, con Margherita Buy e Luca Zingaretti, girato nel 2005.
Questo è il secondo brano di Carmen utilizzato come colonna sonora. Già nel 2000, infatti, Gabriele Muccino aveva utilizzato L'ultimo bacio per il film che prende nome proprio dalla canzone della Cantantessa.
Curiosamente, invece, nel film di Faenza è Goran Bregovic ad entrare in scena, nel ruolo del vicino di casa della protagonista.